# Марш-Крик (тауншип, Миннесота)
Марш-Крик (англ. Marsh Creek) — тауншип в округе Маномен, Миннесота, США. На 2000 год его население составило 128 человек.

## География
По данным Бюро переписи населения США площадь тауншипа составляет 97,5 км², из которых 97,5 км² занимает суша, a вода составляет 0,03 %.

## Демография
По данным переписи населения 2000 года здесь находились 128 человек, 45 домохозяйств и 31 семья. Плотность населения —  1,3 чел./км². На территории тауншипа расположено 46 построек со средней плотностью 0,5 построек на один квадратный километр. Расовый состав населения: 85,16 % белых, 0 % афроамериканцев, 7,03 % коренных американцев, 0 % азиатов, 0 % с Тихоокеанских островов, 1,56 % — других рас США и 6,25 % приходится на две или более других рас. Испанцы или латиноамериканцы любой расы составляли 1,56 % от популяции тауншипа.
Из 45 домохозяйств в 37,8 % воспитывались дети до 18 лет, в 62,2 % проживали супружеские пары, в 6,7 % проживали незамужние женщины и в 28,9 % домохозяйств проживали несемейные люди. 22,2 % домохозяйств состояли из одного человека, при том 17,8 % из — одиноких пожилых людей старше 65 лет. Средний размер домохозяйства — 2,84, а семьи — 3,41 человека.
34,4 % населения — младше 18 лет, 4,7 % — в возрасте от 18 до 24 лет, 29,7 % — от 25 до 44, 14,8 % — от 45 до 64, и 16,4 % — старше 65 лет. Средний возраст — 30 лет. На каждые 100 женщин приходилось 88,2 мужчин. На каждые 100 женщин старше 18 приходилось 90,9 мужчин.
Средний годовой доход домохозяйства составлял 37 321 доллар, а средний годовой доход семьи —  45 417 долларов. Средний доход мужчин —  20 000  долларов, в то время как у женщин — 18 500. Доход на душу населения составил 13 599 долларов. За чертой бедности находились 9,1 % семей и 8,7 % всего населения тауншипа, из которых 2,4 % младше 18 и 17,9 % старше 65 лет.